# Таврия (издательство)
«Таврия» (укр. Таврія) — издательство, основанное в Симферополе в 1921 году.
Полное название — «Государственное многопрофильное издательство „Таврия“». Код ЕГРПОУ (укр. ЄДРПОУ) — 02473754.

## История

### Крымгосиздат
В 1921 году в Симферополе появилось собственное республиканское издательство. Вначале оно существовало как крымское отделение центрального издательства — ГИЗа, а с 1922 года как самостоятельная организация — КрымГИЗ (другое сокращение Крымгосиздат). В первые годы издательская деятельность была незначительной. Большое внимание уделяли общественно-политической литературе, литературе о крымском хозяйстве. В 1921 году в издательстве выходили отчеты об экономических совещаниях, о деятельности Крымского Союза Рабоче-Крестьянских потребительских обществ. Выходил журнал «Крымское хозяйство» (№ 1. Февраль, 1922) — Орган Экономического Совещания при Совете Народных Комиссаров Крыма. Он освещал экономическая жизнь Крыма, вопросы промышленности, сельского хозяйства, транспорта, печатались постановления Съезда Советов и другой официоз. После войны выходили книги о восстановлении хозяйства Крыма: «О государственном плане развития сельского хозяйства» (1946), «О мерах подъёма сельского хозяйства в послевоенный период» (1947) и другие.
Одним из исполняющих должность главного редактора Крымгосиздата в 30-е годы был крымскотатарский поэт и педагог Зиядин Джавтобели.
В 1934 — 1938 годах Крымгосиздатом управлял Билял Чешмеджи, под его руководством издавались учебники, содержавшие тюркские эпосы «Чора батыр», «Эдиге», «Кер оглы».
Издательство большое внимание уделяло учебникам и учебным пособиям для школ. В 20-30-е годы выходят «Рабочая книга по Крымоведению. Естествознание», «Крым. Хрестоматия по истории края» и другие. Выпускались методические пособия («Памятка культармейцам по работе с неграмотными по обучению чтению, письму и счету», 1935), сборники постановлений и решений партии («О советской школе и учителях», 1936).
С самого начала работы издательства выходило много литературы о естественных ресурсах Крыма. Так, в 1922 году вышла книга инженера Д. И. Кочерина «Речной сток в верховьях Салгира до Симферополя». В ней изложены главнейшие выводы по исследованию реки Салгир: гидрография, физико-географические особенности бассейна, температурные условия, испаряемость, изменение стока. Репринтом на основе изданного Крымским Обществом Естествоиспытателей путеводителя «Крым» (1914) появилась в 1923 году статья профессора Е. В. Вульфа «Флора Крыма», где приведена история её изучения, описания флоры степной части полуострова и Южнобережья, представлены справочные сведения. В 1927 году вышла серия «Библиотека крымоведения». В серию вошли книги: профессора А. И. Лоидиса «Климат Крыма», А. А. Иванчина-Писарева «Минеральные богатства Крыма»), Н. Н. Клепинина «Почвы Крыма» и другие. Вышли книги профессора И. И. Пузанова (1885—1971) «Животный мир Крыма» (1929), «Крымская охота» (1932), где дан обзор природы Крыма, описаны основные виды крымской фауны, приведен календарь охот. В 20-30-е годы издавалось много книг по сельскому хозяйству в Крыму: плодоводству в Крыму (Колесников В. А.), табаководству (Беляев Н. А.), виноградарству, выращиванию кукурузы (Тимофеев В. А.), хлопчатника (Виноградов Н. А.), цитрусовых и другие. Выходили пособия по орошению: брошюра агронома Шевякина М. Н. «Как в Крыму без дождей получить хороший урожай», П. П. Уткина «Учет поливной воды в Крыму».
После принятия декрета «Об использовании Крыма для лечения трудящихся» в КрымГИЗе стала выходить литература о здравоохранении и курортах. В 1932 году вышла книга профессора Я. И. Керцмана «Южный берег Крыма как зимний курорт», где рассмотрены преимущества зимнего оздоровления и отдыха на полуострове и круглогодовое лечение на климатических курортах. С развитием курортного дела в Крыму, в издательстве выходят путеводители, очерки с экскурсионными маршрутами. В 1927 году в серии «Библиотека крымоведения» выходят книги П. В. Никольского «Бахчисарай и его окрестности», А. О. Штекера «Алушта и её экскурсионный маршрут», в 30-е годы «По Крыму. Спутник туриста» А. Полканова, «Курортнику и туристу о Крыме» А. Ф. Слудского.
Освещалась история Крыма. Среди первых изданных книг — «Сборник приказов Революционного комитета Крыма № 187—325. — Вып. 2». с приказами Ревкома Крыма со 2 января по 31 марта 1921 года. Сборник вышел в 1921 году тиражом 5000 экземпляров. В 1940 году к 20-летней годовщине советской власти в Крыму была издана книга «Советскому Крыму двадцать лет» тиражом 5000 экземпляров. Книга большого формата в красном твердом переплете, на 320 страниц рассказывает об истории и географии Крыма, о экономике, сельском хозяйстве, культуре, курортах полуострова, о людях, которые внесли значительный вклад в развитие Крыма.
В годы Великой Отечественной войны в работе издательства наступил трехлетний перерыв. Но уже в 1944 году оно возобновило работу. В числе первых с маркой «Красный Крым» был опубликован документальный сборник «Немецкие варвары в Крыму» которая обличала фашизм, его чудовищные злодеяния. В 1945 году вышла книга бывшего военного корреспондента Д. М. Холендро «В Крыму». В этом же году вышел сборник документов «Бои за Крым» воссоздающий панораму военных действий на территории полуострова. Он состоял из статей и материалов, опубликованных в центральной и крымской периодической печати. Важное место среди них занимают приказы и телеграммы главнокомандующего И. В. Сталина, относящиеся к боям за Крымский полуостров и Севастополь, а также сообщения Совинформбюро.
Издательство знакомило читателей и с культурной жизнью полуострова. Выходили каталоги выставок картин русских и крымских художников, путеводители-каталоги по Севастопольской картинной галерее . Издавались книги об крымских художниках — И. К. Айвазовском (Н. С. Барсамов), Н. С. Самокише. В 1927 году вышел альбом автолитографий Н. Н. Медовщикова «Бахчисарай». На 14 автолитографиях показаны улицы города, мечети, фонтаны, мавзолеи, Ханский дворец.
Выходила и художественная литература. В 1922 году появился первый номер «Южного альманаха», где были напечатаны «История моего современника» В. Г. Короленко, отрывки из романа «В пустыне» В. Вересаева, стихи Б. Пастернака, повесть С. Сергеева-Ценского «Чудо». Позднее изданы роман «Преображение России» (первая часть) С. Н. Сергеева-Ценского, рассказы «В станице», «Батраки» К. А. Тренева, стихи С. П. Щипачева «Крымская лирика». В 1941 году выходят «Сказки крымских татар» в переложении М. Г. Кустовой где удалось очень тонко передать лиричность и легкость татарского народного фольклора.
В первый год войны издан сборник «За Родину!», в котором собраны очерки о военной жизни: «Бессмертие», «Любовь к родине сильнее смерти»; стихи: «Проклятие врагу», «Подвиг», «Мы разгромим врагов»; сатира. В этот сборник вошли произведения А. Толстого, С. Михалкова, В. Маяковского, М. Рыльского, С. Островского, А. Твардовского, Б. Сермана, С. Маршака. После войны, в конце 40-х годах издавалась серия «Крым в художественной литературе». В ней выходят сборники К. Паустовского «Крымские рассказы», С. Сергеева-Ценского «Гриф и граф», рассказы И. И. Куприна «Белый пудель», А. Серафимовича «На курорте» и др. С 1945 года выходит историко-краеведческий и литературно-художественный сборник «Советский Крым», а с 1948 года — литературно-художественный альманах крымского отделения Союза советских писателей «Крым».

### «Крым» и «Таврия»
В 1964—1971 годах издательство именовалось «Крым», с 1971 года — «Таврия». Выпускает научно-популярную, общественно-политическую, краеведческую. и художественную литературу, а также издания для туристов.
В августе 1994 года издательство «Таврия» постановлением Кабинета министров Украины было передано в собственность Автономной Республики Крым. Находилось в Управлении Государственного комитета Украины по телевидению и радиовещанию.
В 2014 году властями Республики Крым издательство было национализировано.
В январе 2000 года в научной библиотеке «Таврика» Центрального музея Тавриды в Симферополе открылась выставка книг издательства «Таврия». Она посвящена 90-летию издательства, на ней представлена различная литература о Крыме, изданная с 1921 по 1950 годы. Около 140 изданий иллюстрируют разные направления его деятельности — крымское хозяйство, природные ресурсы Крыма, сельское хозяйство, здравоохранение и курорты, история, география, искусство, литература. За 90 лет существования издательства вышли в свет книги крымских писателей, много путеводителей, альбомов, краеведческих очерков, литературы по садоводству и виноградарству, о лучших крымских предприятиях и хозяйствах, о героях-земляках.

## Адрес
Симферополь, ул. Горького, 5.